# Asmate
Asmate là một chi bướm đêm thuộc họ Geometridae.